# 文化公園駅 (広州市)
文化公園駅（ぶんかこうえんえき）は、中華人民共和国広東省広州市茘湾区にある広州地下鉄6号線と広州地下鉄8号線の駅。

## 駅構造
島式ホーム2面4線の地下駅。

## 駅周辺
- 広州文化公園
- 上下九歩行街

## 歴史
- 2013年12月28日 - 6号線の駅として開業[1]。
- 2019年12月28日 - 8号線の開業により、乗換駅となる[2]。

## 隣の駅
広州地下鉄
■6号線
黄沙駅 - 文化公園駅 - 一徳路駅
■8号線
華林寺駅 - 文化公園駅 - 同福西駅